# Festa do Vinho (Cartaxo)
A Festa do Vinho é um evento anual organizado pela Câmara Municipal do concelho português de Cartaxo. A primeira Festa do Vinho realizou-se no ano de 1988. É um dos acontecimentos mais marcantes do certame "Capital do vinho".
Esta festa criada com a finalidade de divulgar um dos principais factores de desenvolvimento do concelho, conta a participação de artistas musicais desde os estilos para a juventude até aos géneros rurais. Nesta festa, destaca-se sobretudo o vinho cuja qualidade competitiva motivou concursos que deram origem ao "Museu Rural e do Vinho", criado em 1984. Além de propulsora da economia local, a Festa do Vinho exerce importante papel social na preservação de valores culturais mantidos como elo entre o vinho e população.